# Paranola nigristriga
Paranola nigristriga är en fjärilsart som beskrevs av Van Son 1933. Paranola nigristriga ingår i släktet Paranola och familjen trågspinnare. Inga underarter finns listade i Catalogue of Life.